# Вог (Ефіопія)
Вог — гірська історична область у регіоні Амхіра, що в Ефіопії, приблизно збігається з межами сучасної адміністративної зони Вог Хемра. На півдні область обмежувалась горами Ласти, на сході та півночі — річкою Телларе, а на заході — річкою Текезе. Центром області є місто Сокота, що упродовж багатьох століть було одним з головних торговельних центрів країни.
Область Вог була надана у володіння нащадкам поваленої династії Загве, коли до влади прийшли представники Соломонової династії. Тим не менше, у письмових джерелах область вперше згадується лише у XIV столітті.